# Endomychus thoracicus
Endomychus thoracicus es una especie de coleóptero de la familia Endomychidae.

## Distribución geográfica
Habita en Austria y Rumania.